# Kolohunu
Kolohunu ist eine osttimoresische Siedlung im Suco Aituto (Verwaltungsamt Maubisse, Gemeinde Ainaro). Das Dorf liegt im Norden der Aldeia Aihou, auf einer Meereshöhe von 1518 m an einer kleinen Straße, die es mit dem südlichen Nachbarort Manosahe und dem nördlich gelegenen Samoro verbindet. In Kolohunu befindet sich die Grundschule Central 3 Groto und ein Friedhof.